# George Groslier

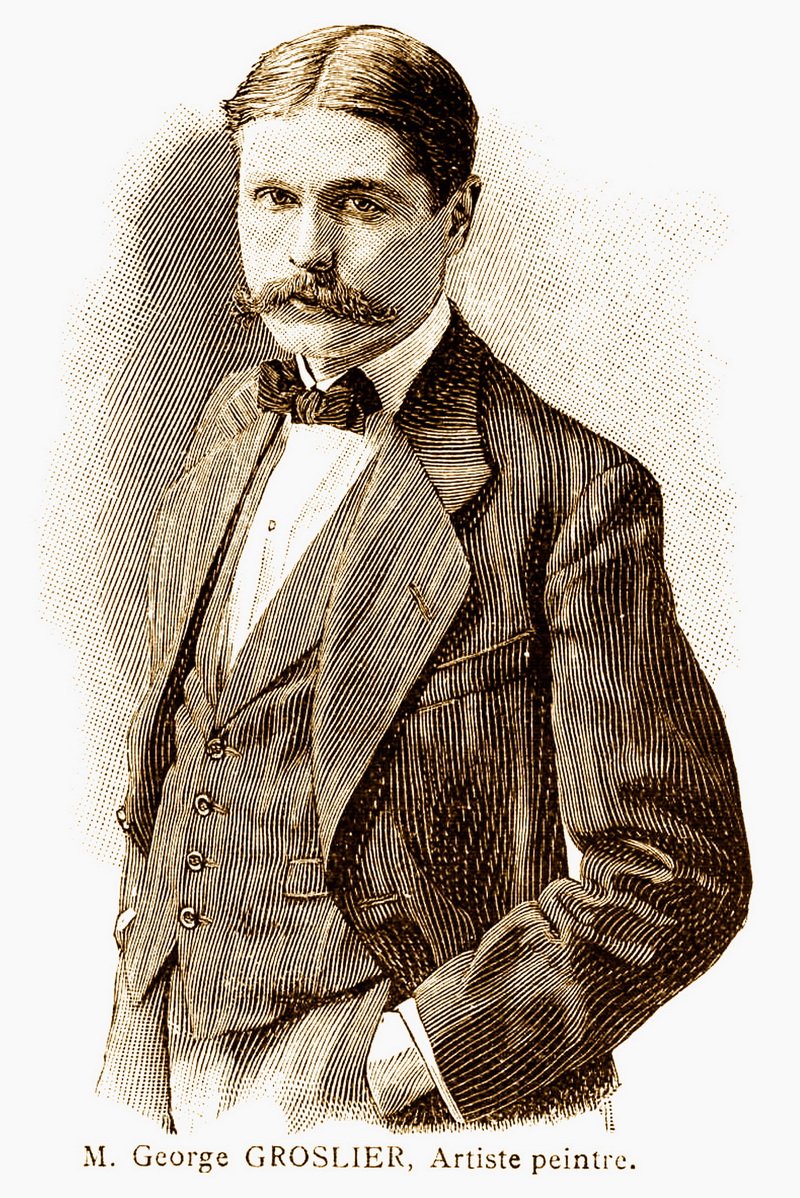
George Groslier, 1913

George Groslier (* 4. Februar 1887 in Phnom Penh, Kambodscha; † 18. Juni 1945 in Kambodscha) war ein französischer Maler, Museumsleiter, Archäologe und Kunsthistoriker für die Kunst Südostasiens, besonders in Kambodscha.

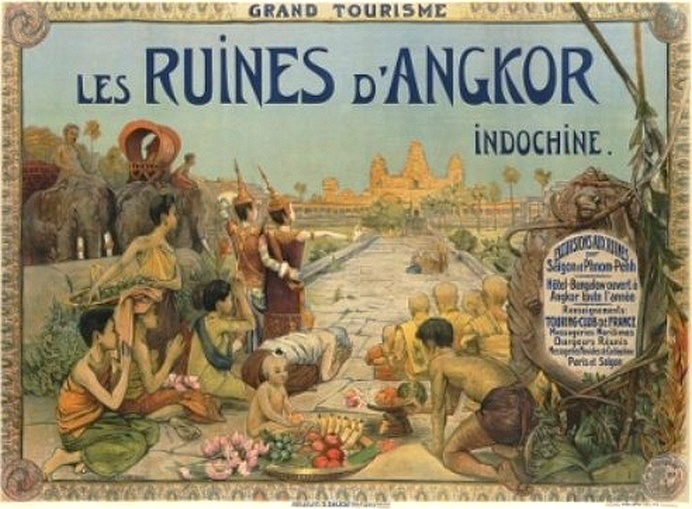
George Groslier: Angkor

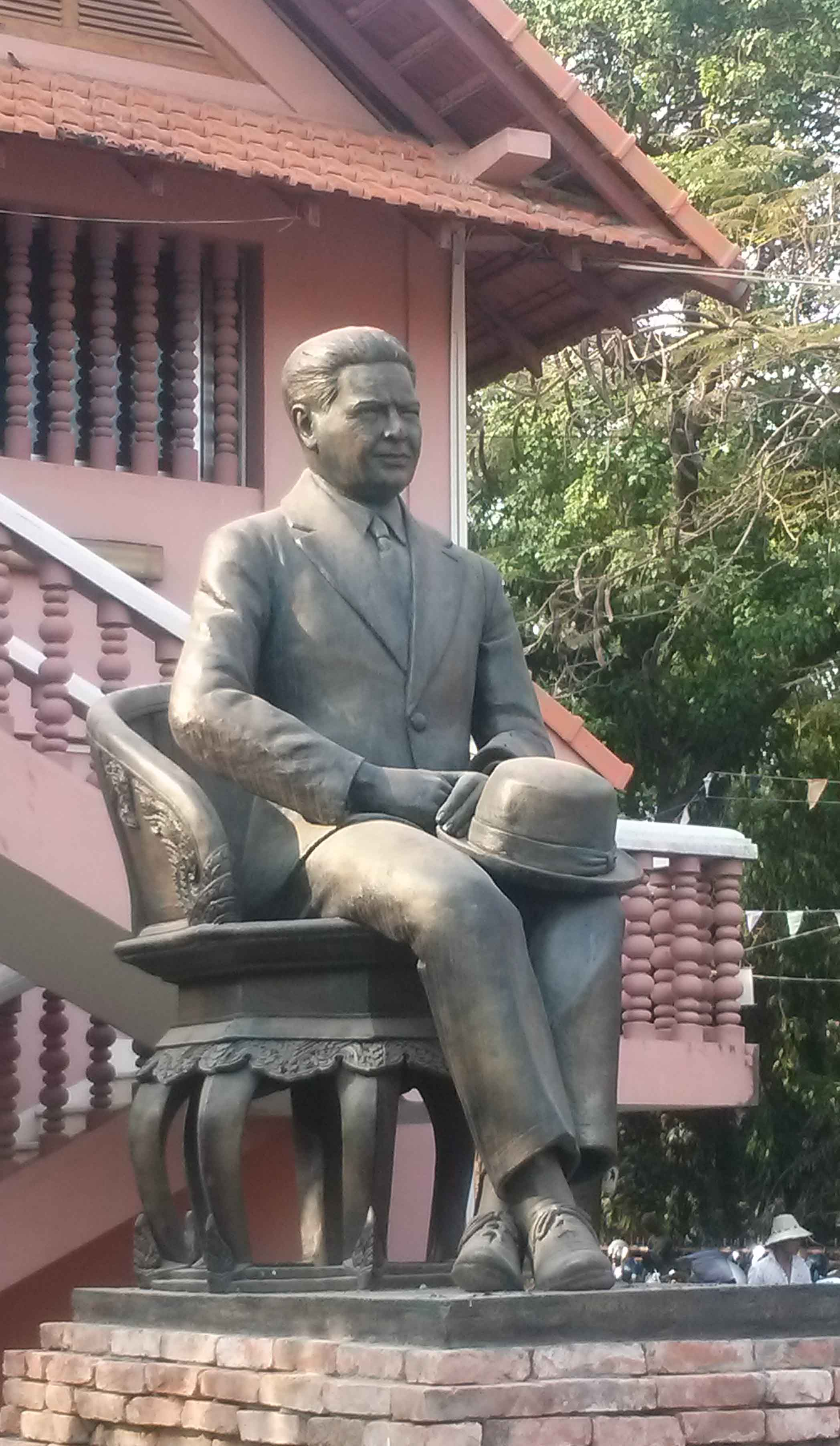
Statue in Phnom Penh

## Leben
Groslier war der Sohn eines französischen Verwaltungsbeamten in Indochina. Er studierte Malerei an der École des Beaux-Arts in Paris und ging, enttäuscht darüber dass er im Wettbewerb um den Prix de Rome nur Zweiter wurde, 1911 zurück nach Indochina, wo er für sich die Tempel der Khmer entdeckte, besonders Angkor Wat. Er bemühte sich, diese Hinterlassenschaft in zahlreichen Veröffentlichungen in Frankreich bekannt zu machen, und erhielt 1913/14 vom französischen Erziehungsministerium und der Société asiatique den Auftrag für eine Mission in Kambodscha, um die Tempel in Angkor zu erkunden. Er organisierte dort, auch unterstützt vom Generalgouverneur in Hanoi Albert Sarraut (1917) und dem kambodschanischen König Sisowath I. Kunst- und Kunsthandwerksschulen und Initiativen. Er organisierte auch den Kambodscha-Pavillon auf der Kunstgewerbeausstellung 1925 und der Kolonialausstellung 1931 in Paris. Auch in Hanoi war er an der Gründung von Kunstschulen beteiligt. Er war Generalinspekteur für Kunst in Indochina und Chef-Kurator am späteren Nationalmuseum in Phnom Penh (damals Museum Albert Sarraut). 1942 ging er in den Ruhestand und beteiligte sich am Widerstand gegen die japanischen Besatzer als Funker. Er wurde von den Japanern gefangen genommen und starb unter Folter.
Er schrieb auch Romane und über den Tanz in Kambodscha. In einem Buch darüber beklagte er 1913, dass aufgrund des Einflusses westlicher Kultur selbst der König, Adlige und die Tänzer selbst die Bedeutung der einzelnen Gesten nicht mehr kannten, was auch auf die Kunst und Architektur zutreffe. Das war auch der Tenor in einem Bericht zur Kultur in Kambodscha für Albert Sarraut 1917. Er bemühte sich in der Folge sehr um Wiederbelebung traditionellen Kunsthandwerks und anderer Traditionen in Kambodscha und Südostasien, die er im Zustand oder der Gefahr des Verfalls (décadence) sah.
Sein Sohn Bernard Philippe Groslier war auch ein bekannter Experte für die Kunst Südostasiens.

## Schriften
- Angkor. H. Laurens, Paris 1923.
- A l’ombre d’Angkor: notes et impressions sur les temples inconnus de l’ancien Cambodge. A. Challamel, Paris 1916.
- Danseuses cambodgiennes, anciennes & modernes. A. Challamel, Paris 1913.
- Recherches sur les Cambodgiens d’aprés les textes et les monuments depuis les premiers siècles de notre ére. A. Challamel, Paris 1921.
- Les collections khmères du Musée Albert Sarraut à Phnom-Penh. G. van Oest, Paris 1931.
- La sculpture khmère ancienne. G. Crès, Paris 1925.
- La route du plus fort. Roman. Ed. Kailash, Paris 1994. (zuerst 1926)
- Le retour à l’argile. Roman. Ed. Kailash, 1994. (zuerst 1929)
- Die Kunst der kambodschanischen Tänzerin. Atlantis, Januar/März 1929.
- Eaux et Lumières. Journal de route sur le Mékong cambodgien. 1931. (Neuauflage 2008)